# Tor Andre Grenersen
Tor Andre Grenersen (Narvik, 11 novembre 1969) è un ex calciatore norvegese, di ruolo portiere.

## Carriera

### Club
Grenersen giocò per il Mjølner, squadra per cui debuttò nella massima divisione norvegese in data 29 aprile 1989, quando fu titolare nella sconfitta per 2-0 contro il Tromsø. A fine stagione, il club tornò nella 2. divisjon. Nel 1991, Grenersen si trasferì proprio al Tromsø, esordendo in squadra il 28 aprile: fu titolare nel pareggio per 1-1 sul campo del Rosenborg. Vinse la Coppa di Norvegia 1996 con questa casacca. Si ritirò al termine del campionato 1997. Nel 2000 tornò a giocare al Lillestrøm, senza mai essere schierato in campo.

### Nazionale
Grenersen conta 12 presenze per la Norvegia under 21. Debuttò il 21 agosto 1990, nella vittoria per 2-0 sulla Svezia under 21. Disputò anche un incontro per la Nazionale maggiore: il 7 novembre 1990, infatti, sostituì Einar Rossbach nel successo per 1-3 sulla Tunisia.

## Palmarès

### Club

#### Competizioni nazionali
- Coppa di Norvegia: 1

Tromsø: 1996